# Dom mody

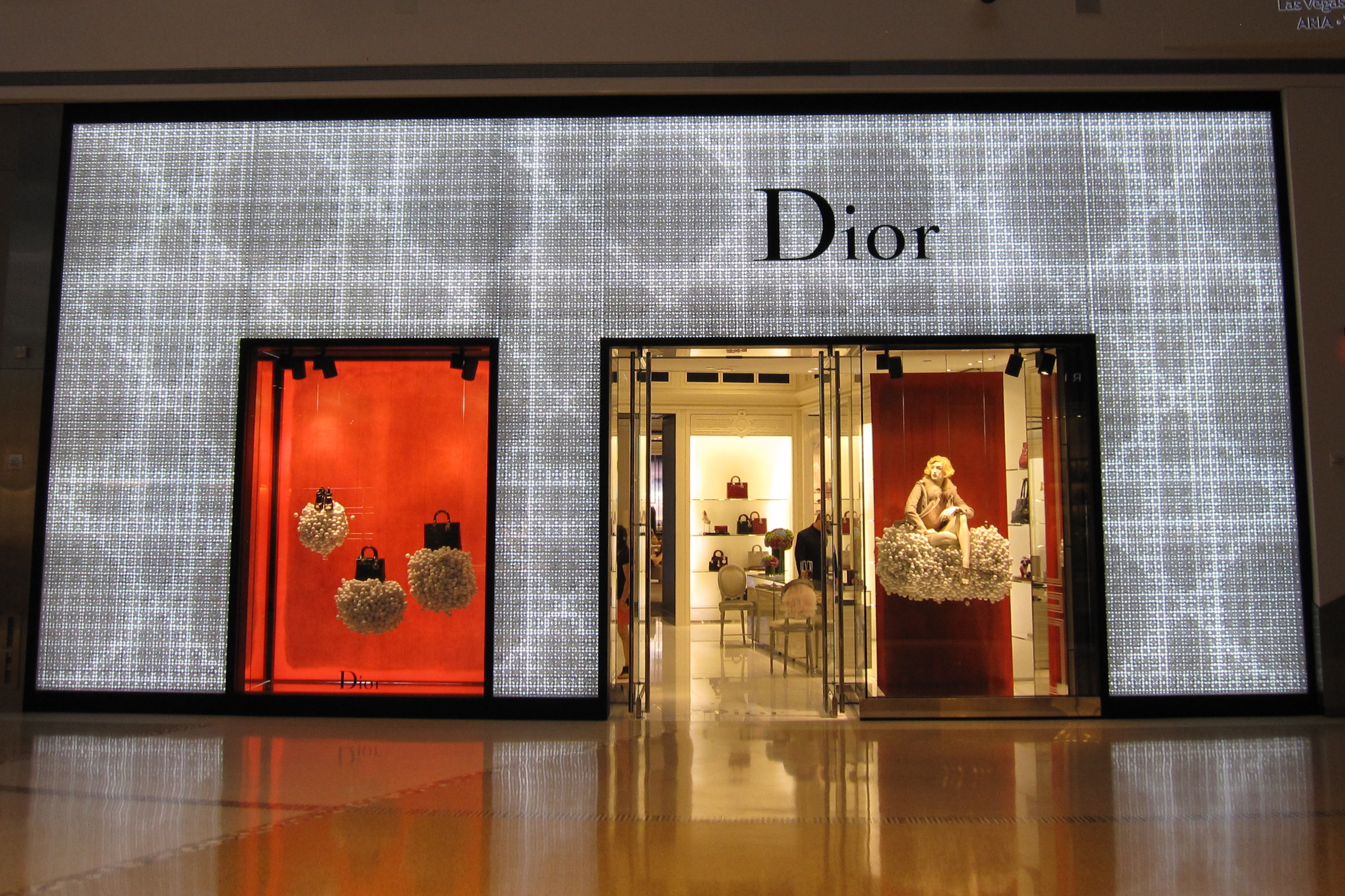
Dom mody

Dom mody – przedsiębiorstwo handlowo-produkcyjne świadczące usługi w zakresie projektowania i sprzedaży dóbr konsumpcyjnych (luksusowych), jakimi są odzież oraz perfumy.
Zakres jego działalności to moda haute couture (ubrania szyte na zamówienie) oraz prêt-à-porter (kolekcje ubrań dostępnych w butikach do nich należących), a także produkcja i sprzedaż markowych perfum. Skupia ono projektantów mody, którzy projektują kolekcje ubrań opatrzonych najczęściej marką danego domu mody.